# Discalma subscripta
Discalma subscripta är en fjärilsart som beskrevs av Louis Beethoven Prout 1910. Discalma subscripta ingår i släktet Discalma och familjen mätare. Inga underarter finns listade i Catalogue of Life.